# Комбинаторска библиотека
Комбинаторска библиотека је софтверска библиотека која примењује комбинаторе за функционални програмски језик. Комбинаторска библиотека нуди функције (комбинаторе) који комбинују функције заједно у циљу стварања веће функције. Овакве врсте библиотека су нарочито корисне за дозвољавање обласно-специфичним програмским језицима да буду лако уградиви у језик опште намене тако што ће дефинисати неколико примитивних функција за дати домен и предати задатак о ширењу конструкција вишег нивоа на генерални језик. Пример би био монадски Парсек парсер за Хаскел. Библиотечки приступ дозвољава парсерима да буду првокласни грађани језика.